# 三木屋
三木屋（みきや）は、兵庫県豊岡市の城崎温泉にある旅館。終戦時の第一師団長を務めた片岡董陸軍中将の実家でもある。

## 概要
1580年（天正8年）に羽柴秀吉が播磨三木城（現在の兵庫県三木市）を落とした際（三木合戦）、但馬城崎まで落ち延びた城兵の子孫が、江戸時代の元禄年間に旅館を始めたのが三木屋の起源と伝えられる。宿の名は、三木の地とかつての主君に由来している。
1927年（昭和2年）に竣工した東館（木造3階建）と西館（木造2階建）は、2013年（平成25年）に大幅リニューアルされ、古い部分と新しい部分が混在しているものの、1925年（大正14年）の北但馬地震後における城崎温泉復興期の姿をよく留めるものと評価され、2014年（平成26年）10月7日に国の登録有形文化財に登録されている。
なお、北但馬地震後の復旧工事中に三木屋が敷地内で掘り当てた泉源を内湯として使用したところ、それまで外湯を回る形態の温泉地であった城崎温泉において問題化し、1950年（昭和25年）に和解が成立するまで、20年近く司法の場で争うことになった（城崎温泉内湯訴訟事件）。

## 文豪の宿
1913年（大正2年）10月、同年8月15日夜に山手線の電車にはねられて重傷を負った志賀直哉が、療養のため三木屋に約3週間投宿した。志賀はその間に蜂・鼠・いもりという3つの小動物の死を目撃し、この体験をもとに短編「城の崎にて」を執筆した（1917年（大正6年）5月『白樺』に発表）。
志賀は以後、小説の執筆や家族ないし白樺派の友人との旅行などで、昭和30年代までしばしば三木屋を利用した。「城の崎にて」当時に彼が泊まった部屋は北但馬地震で失われたが、1927年の再建以後に気に入って宿泊した26号室は、現在もそのままに残されており、縁側からは『暗夜行路』に登場する庭園を眺められる。